# Allocasuarina luehmannii
Espèce
Allocasuarina luehmannii est une espèce de plantes à fleurs de la famille des Casuarinaceae. C'est un arbre, proche des filaos, et originaire d'Australie. Ses peuplements sont menacés par les pratiques agricoles dans la région de Wimmera à l'ouest du Victoria, où il est indispensable à la survie du cacatoès de Banks pour l'alimentation et la nidification.
Le Comté de Buloke au Victoria, doit son nom, au nom vernaculaire anglais de cette espèce, Buloke. C'est une concaténation des termes bull qui signifie Taureau et de oak qui signifie chêne.
Le bois de cette espèce détient le record absolu de dureté pour un bois naturel.

## Galerie

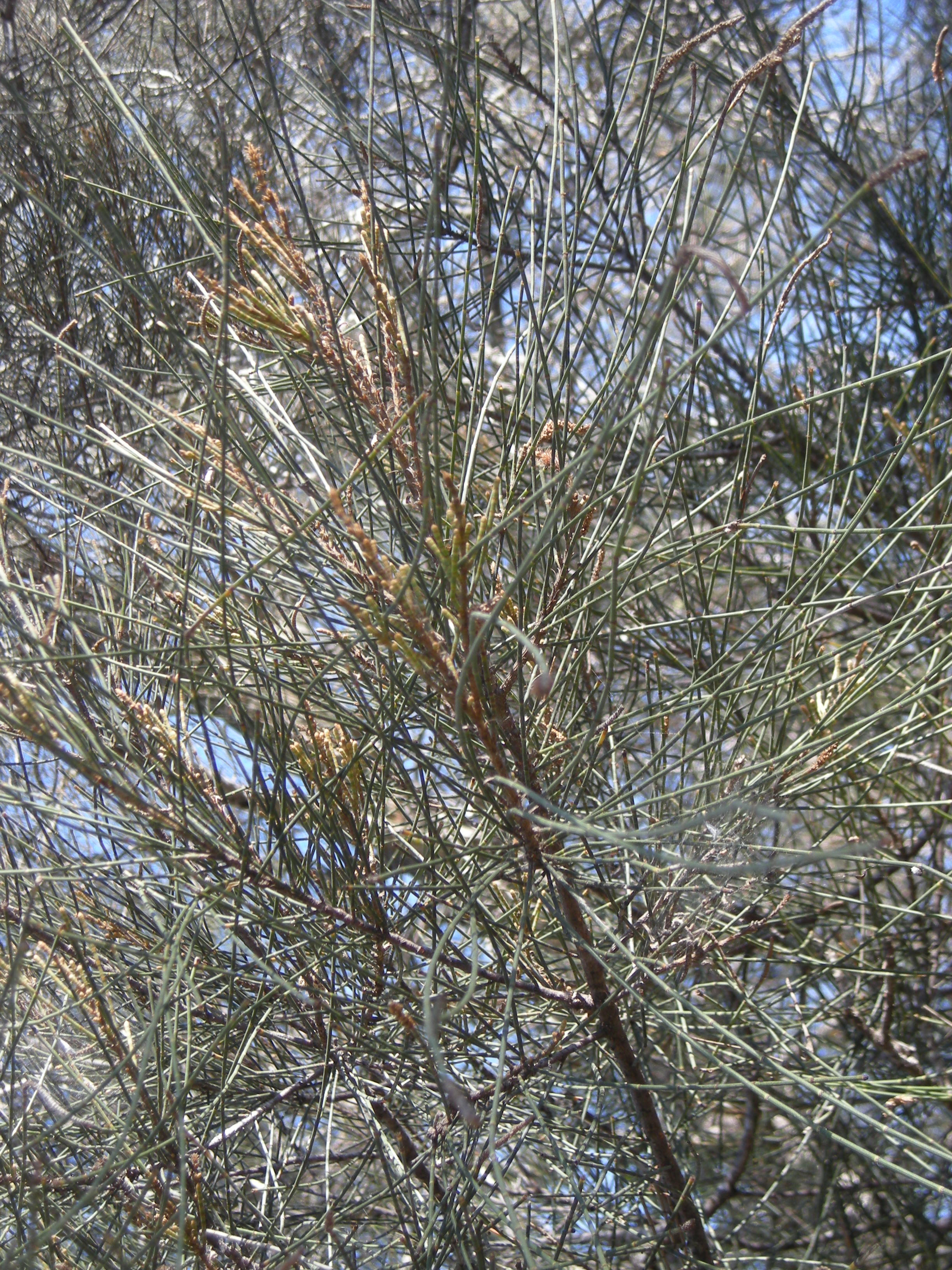
Allocasuarina Ieuhmannii.